# Hunetë
Hunetë (littéralament « haut de la falaise ») est une tribu située dans les îles Loyauté sur l'île de Lifou.